# 讃岐塩屋駅
讃岐塩屋駅（さぬきしおやえき）は、香川県丸亀市塩屋町にある、四国旅客鉄道（JR四国）予讃線の駅。駅番号はY11。

## 歴史
- 1952年（昭和27年）1月27日：開業[3]。当初は丸亀方300mの場所に位置した。
- 1987年（昭和62年）
  - 4月1日：国鉄分割民営化に伴い、四国旅客鉄道（JR四国）の駅となる[2]。
  - 10月2日：宇多津 - 丸亀間高架化と同時に現在の場所へ移転。
- 2014年（平成26年）3月1日：ICカード「ICOCA」の利用が可能となる[4]。ICカード専用簡易改札機で対応。

## 駅構造
相対式ホーム2面2線を有する地上駅で無人駅である。道路陸橋の真下に待合用の椅子がある。
かつては香西駅・讃岐府中駅・八十場駅同様、ホームが2両分しかなく、国鉄時代は仮乗降場同然の扱いで普通列車もほとんど通過していたが、民営化・電化完成後は停車列車が増えた。多度津寄りの2両のみドア開閉し、前寄りの1-2両がドアカットとなり締切扱いだった。また、JR西日本の115系はドア締切回路を備えていないため、この車両を使用する岡山 - 琴平間直通列車は通過していた（土讃線阿波池田駅発着の気動車列車も同様）。現在はホームは4両分の長さになっている。

### のりば
| のりば | 路線    | 方向 | 行先                     |
| ------ | ------- | ---- | ------------------------ |
| 1      | ■予讃線 | 上り | 坂出・高松・岡山方面     |
| 2      | ■予讃線 | 下り | 多度津・観音寺・琴平方面 |

## 利用状況
1日平均の乗車人員は以下の通り。
| 乗車人員推移 | 乗車人員推移 |
| 年度         | 1日平均人数  |
| ------------ | ------------ |
| 2008年       | 307          |
| 2009年       | 305          |
| 2010年       | 320          |
| 2011年       | 310          |
| 2012年       | 304          |
| 2013年       | 306          |
| 2014年       | 311          |
| 2015年       |              |
| 2016年       |              |
| 2017年       | 335          |
| 2018年       | 334          |
| 2019年       | 347          |

## 駅周辺
付近は住宅が多い。駅西側に隣接する道路橋（香川県道21号線）を北方向（香川県道193号線方面）へ真っすぐ抜けると、昭和町という工業地に至る。寺や神社は駅東側に点在する。
- 大倉工業 本社工場
- 伏見製薬所 本社工場、開発部、昭和町工場
- 中津万象園
- 丸亀少女の家（女子少年院）
- 本願寺塩屋別院
- 天満天神社[6]
- 香川県道21号丸亀詫間豊浜線
- 香川県道193号川津丸亀線
- 金倉川
- 西汐入川

## 隣の駅
四国旅客鉄道（JR四国）
■予讃線
■快速「サンポート」・■普通
丸亀駅 (Y10) - 讃岐塩屋駅 (Y11) - 多度津駅 (Y12)